# Kaptodiám
A kaptodiám antihisztamin nyugtató és szorongásgátló tulajdonságokkal.
Egy tanulmány szerint benzodiazepin-elvonási tünetek kezelésére is alkalmas az ilyen típusú gyógyszer szedésének abbahagyása után.

## Működésmód
A kaptodiám szerotonin 5-HT2C(en) antagonista, valamint szigma-1(en) és dopamin D3(en) agonista. Csökkenti a mozdulatlansággal töltött időt a Porsolt-tesztben(en).
A Porsolt-tesztet antidepresszáns gyógyszerek hatékonyságának tesztelésére használják. Rágcsálót vízzel telt üveghengerbe tesznek 15 percen át, melyből nem tud kiszabadulni: kénytelen úszni. 24 óra elteltével újra beteszik a hengerbe 5 percre, és mérik a víz alatt töltött időt abból a meggondolásból, hogy minél több időt tölt a víz alatt, annál reménytelenebbnek találja a helyzetét. (E meggondolást sokan vitatják.) Antidepresszáns hatására a víz alatt töltött idő csökken.
A kaptodiám megnöveli a dopamin áramlását az elülső agyi lebenyben. Javítja a stressz okozta anhedóniát(en) (az örömérzés hiányát), csökkenti a stressz miatt megemelkedett corticotropin-releasing hormon(en) (CRH) szintjét. A CRH-1R receptor(en) aktivitása a hízósejteken hisztamin felszabadulásához vezet. Ez a sajátosság az alapja a „pszichés eredetű” allergiás tüneteknek.

A kaptodiám helyreállítja az BDNF(en) eredeti szintjét. Ez a neurotrofinok(en) közé tartozó agyi fehérje fontos az idegrendszer és a hosszú távú memória jó működéséhez, valamint a depresszió ellen. 

## Veszélyek
|         | Szájon át | Intravénásan | Hasüregbe | Bőr alá |
| ------- | --------- | ------------ | --------- | ------- |
| egér    | 1630      | 72           | 116       | 1750    |
| patkány | 3800      |              | 343       |         |

Ember esetén a legkisebb ismert mérgezést okozó adag (TDLo(en)) szájon át 17 mg/tskg.

## Készítmények
A nemzetközi gyógyszerkereskedelemben:
Önállóan:
- Covatin
- Covatix

Hidroklorid só formájában:
- Covatine

Magyarországon nincs forgalomban.